# Agregátní nabídka

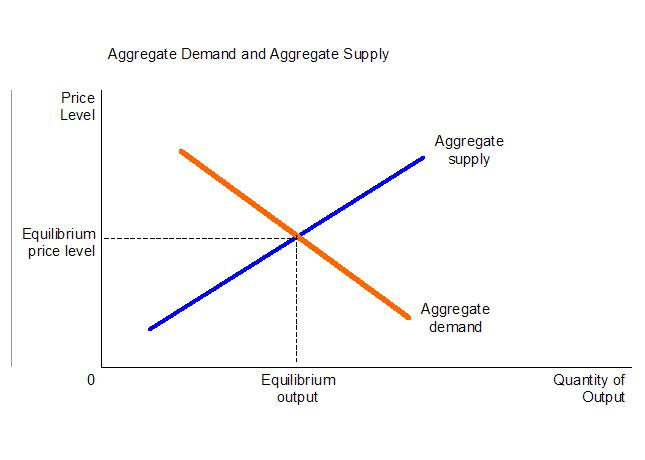
Graf agregátní nabídky (AS) a agregátní poptávky (AD)

Agregátní nabídka (anglicky aggregate supply, zkr. AS) v ekonomii, resp. v makroekonomii znamená celkovou nabídku zboží a služeb v národní ekonomice v určitém časovém období, vyjádřenou v penězích. Vyjadřuje současně i výkon ekonomiky, který je označován jako makroekonomický výstup.

## Základy
Agregátní nabídka (značena AS) se rozsahem vztahuje k celkovému HDP, popř. HNP. Závisí na cenové hladině, výrobní kapacitě firem a na výši nákladů. Úzce také souvisí s potenciálním produktem. Je to tedy vztah mezi peněžní hodnotou produkce firem a cenovou hladinou (ceteris paribus).
Nejdůležitějšími faktory, které agregátní nabídku ovlivňují, jsou:
- cenová hladina a náklady
- potenciální produkt
- kapitál, práce, technologie
- hospodářská politika
- očekávání subjektů
- kurz tuzemské měny

## Graf

Znázornění různých pojetí křivky AS

Křivka agregátní nabídky (agregátní nabídková křivka, AS křivka) je rostoucí. Představuje vztah mezi cenovou hladinou (osa Y) a produktem (osa X). Zatímco v krátkodobém časovém horizontu je spíše pomalu rostoucí, dlouhodobě je téměř svislá a takřka totožná s potenciálním produktem té které ekonomiky.
Sklon AS křivky je předmětem debat. Klasická ekonomie se domnívá, že křivka je téměř svislá, zatímco keynesiánská ekonomie věří, že křivka roste poměrně pomalu.